# Galia Cisalpină

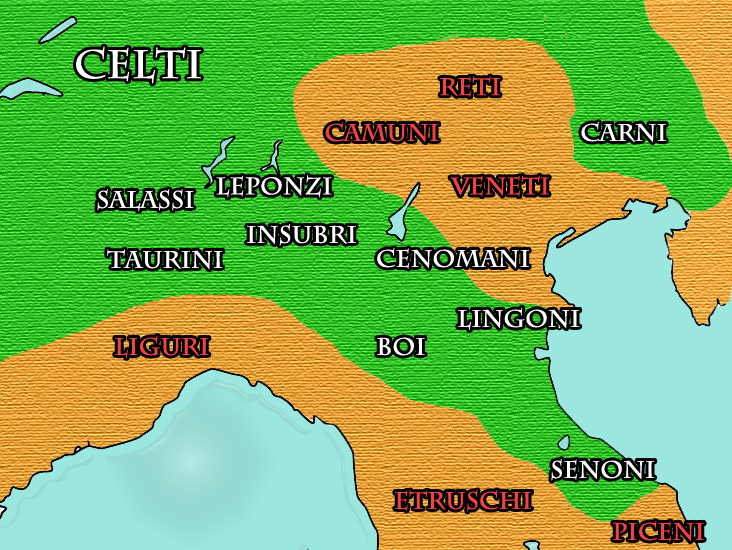
Galia Cisalpină 391-192 î.Hr.

Galia Cisalpină (în latină: Gallia Cisalpina,însemnând „Galia de dincoace de Alpi”) a fost, din 203 până  în 41 î.H., o provincie a Republicii Romane. Conform termenilor geografici moderni, Gallia Cisalpina cuprindea aproximativ ceea ce este azi nordul Italiei (incluzând Emilia-Romagna, Friuli-Venezia Giulia, Liguria, Lombardia, Piemont, Trentino-Tirolul de Sud și Veneto) cât și ceea ce este azi peninsula croată a Istriei (Histria). Râul de graniță cu Italia era Rubicon. 
Uneori era denumită și Provincia Ariminum. Gallia Transpadana denumea acea parte a Galiei Cisalpine dintre râul Po și Alpi. Provincia era guvernată de la Mutina (astăzi Modena), unde în 73 î.Hr. forțele lui Spartacus au înfrânt legiunile lui Gaius Cassius Longinus, guvernatorul provincial. 
Provincia s-a unit cu Italia în jurul anilor 42-43 î.Hr., ca parte a programului de "italicizare" dus de Octavian în timpul celui de-al doilea triumvirat. Înainte, granița sa era la micul râu numit Rubicon. Vergilius era născut în Gallia Cisalpina, fiind cel mai cunoscut fiu al provinciei.